# Steven Drozd
Steven Drozd, né le 11 juin 1969 à Houston (Texas), est un auteur-compositeur, multi-instrumentiste américain, auteur de nombreuses chansons pour The Flaming Lips et Electric Würms (en).

## Biographie
Fils du musicien Vernon Drozd, il grandit à Richmond et à Rosenberg avec ses trois frères et une sœur. Il commence à jouer de la batterie à l'âge de dix ans en accompagnant le groupe de polka de son père. Il apprend aussi le piano et rejoint les Flaming Lips en 1991 comme batteur. 
En parallèle de sa carrière de batteur pour The Flaming Lips, il joue aussi avec, parmi d'autres, Elliott Smith (From a Basement on the Hill, 2002-2003), Jay Farrar, Steve Burns (en), Cake et a écrit des chansons pour de nombreux interprètes comme Neil Diamond ou Foxygen.